# Уэлд, Тьюсдей
Тьюсдей Уэлд (англ. Tuesday Weld, род. 27 августа 1943, Нью-Йорк, Нью-Йорк) — американская актриса.

## Биография
Сьюзан Кер Уэлд родилась в Нью-Йорке в знаменитом семействе Уэлд, тесно связанных с историей штата Массачусетс. По отцовской линии она имела отдалённые родственные связи с Джоном Керри, Генри Э. Уоллесом, Чарлзом Айвзом, Клинтом Иствудом, Энтони Перкинсом и Шарлем Гито, а по материнской линии — с Александром Грэмом Беллом.
После смерти отца в 1947 году она по наставлению матери стала моделью, чтобы иметь возможность заработать хоть небольшие деньги для семьи. В данном направлении её ждал успех, но к девяти годам психика юной Уэлд не выдержала, что привело к нервному срыву. Далее ситуация стала ухудшаться — в десять лет у неё уже начались проблемы с алкоголем, год спустя она начала крутить романы, а в 12 лет прошла через неудачную попытку суицида.
В 1956 году состоялся актёрский дебют Уэлд на телевидении, и в том же году она впервые появилась на большом экране в криминальной драме Альфреда Хичкока «Не тот человек». После переезда в Голливуд в 1958 году её карьера стала развиваться стремительней. У неё было много предложений на роли в телесериалах, среди которых «Миллионер», «Обнажённый город», «Успех Доби Гиллис», а также и кинофильмах — «Собирайтесь вокруг флага, ребята!» (1958), «Пять пенни» (1959), «Давно пора» (1960) и «Дикарь» (1961). В 1960 году она стала лауреатом премии «Золотой глобус» в номинации «самый многообещающий новичок».
К середине 1960-х Тьюсдей Уэлд стала довольно популярной юной актрисой в Голливуде, что подкреплялось ролями в картинах «Солдат под дождём» (1963), «Цинциннати Кид» (1965), «Сладкий яд» (1968) и «Играй как по писаному» (1972), за роль в котором она была номинирована на «Золотой глобус» как «лучшая актриса в драматическом фильме». Следующим крупным шагом стала роль Кэтрин в драме Ричарда Брукса «В поисках мистера Гудбара» (1977), за которую актриса была выдвинута на «Оскар». Несмотря на успех, в дальнейшем Уэлд стала сниматься намного реже, и в основном на телевидении. Среди наиболее известных её киноработ последующих лет фильмы «Вор» (1981), «Автора! Автора!» (1982), «Однажды в Америке» (1984), принёсший ей номинацию на премию «BAFTA», «С меня хватит!» (1993), «Чувствуя Миннесоту» (1996) и «Исследуя секс» (2002), который на данный момент является последним в её фильмографии.
Тьюсдей Уэлд трижды была замужем. С 1965 по 1971 год она была в браке со сценаристом Клодом Гарцем, от которого в 1966 году родила дочь Наташу. В 1975 году она вышла замуж за британского актёра Дадли Мура, ставшего отцом её сына Патрика. Её третьим супругом был израильский скрипач Пинхас Цукерман.

## Награды
- Золотой глобус 1960 — «Самый многообещающий новичок»